# Manuel Orantes
Manuel Orantes Corral (Granada, Spanyolország, 1949. február 6. –) hivatásos spanyol teniszező. 1974-ben bejutott a Roland Garros döntőjébe, 1975-ben megnyerte a US Opent, ez egyetlen Grand Slam-címe. Pályafutása során összesen 33 egyéni ATP-tornát nyert. Legmagasabb világranglista-helyezése a 2. volt.
2012-ben az International Tennis Hall of Fame (Teniszhírességek Csarnoka) tagjai közé választották.

## Grand Slam-döntői

### Megnyert döntő (1)
| Év   | Bajnokság | Ellenfél a döntőben | Döntő eredménye |
| 1975 | US Open   | Jimmy Connors       | 6–4, 6–3, 6–3   |

### Elveszített döntő (1)
| Év   | Bajnokság     | Ellenfél a döntőben | Döntő eredménye         |
| 1974 | Roland Garros | Björn Borg          | 6–2, 7–6, 0–6, 1–6, 1–6 |

## Külső hivatkozások
- Manuel Orantes profilja az ATP oldalán (angolul)